# Barasat
Barasat (en bengalí: বারাসাত ) es una ciudad en India, centro administrativo del distrito de 24 Parganas norte, en el estado de Bengala Occidental.

## Geografía
Se encuentra a una altitud de 12 m s. n. m. a 23 km de la capital estatal, Calcuta, en la zona horaria UTC +5:30.

## Demografía
Según estimación 2010 contaba con una población de 255 400 habitantes.